# Camp Verde, Arizona
Camp Verde je gradić u američkoj saveznoj državi Arizona. Prema popisu stanovništva iz 2010. u njemu je živjelo 10,873 stanovnika.